# Systolederus angusticeps
Systolederus angusticeps är en insektsart som först beskrevs av Carl Stål 1877.  Systolederus angusticeps ingår i släktet Systolederus och familjen torngräshoppor. Inga underarter finns listade i Catalogue of Life.